# Kölner Zoo
De Kölner Zoo, of voluit Zoologischer Garten Köln, is de dierentuin van de Duitse stad Keulen in de deelstaat Noordrijn-Westfalen. In de tuin van ongeveer 20 hectare groot zijn circa 10.000 dieren van 700 verschillende soorten bijeen gebracht. De Kölner Zoo is vooral bekend vanwege de grote collectie primaten die er gehouden wordt.

## Geschiedenis
De Kölner Zoo werd in 1860 gesticht. De twee wereldoorlogen hebben tot een stagnatie geleid en na de Tweede Wereldoorlog moest de dierentuin voor twee jaar de poorten sluiten. De dierentuin werd in 1947 heropend. In 1971 werd een nieuw aquarium geopend en in 1985 werd het nieuwe huis voor de primaten geopend.

In 2010 vierde de diergaarde zijn 150-jarig bestaan, met onder andere op 1 en 2 mei gratis concerten "uit de landen van herkomst der dieren", en een uitgebreid zomerprogramma.

## Afdelingen

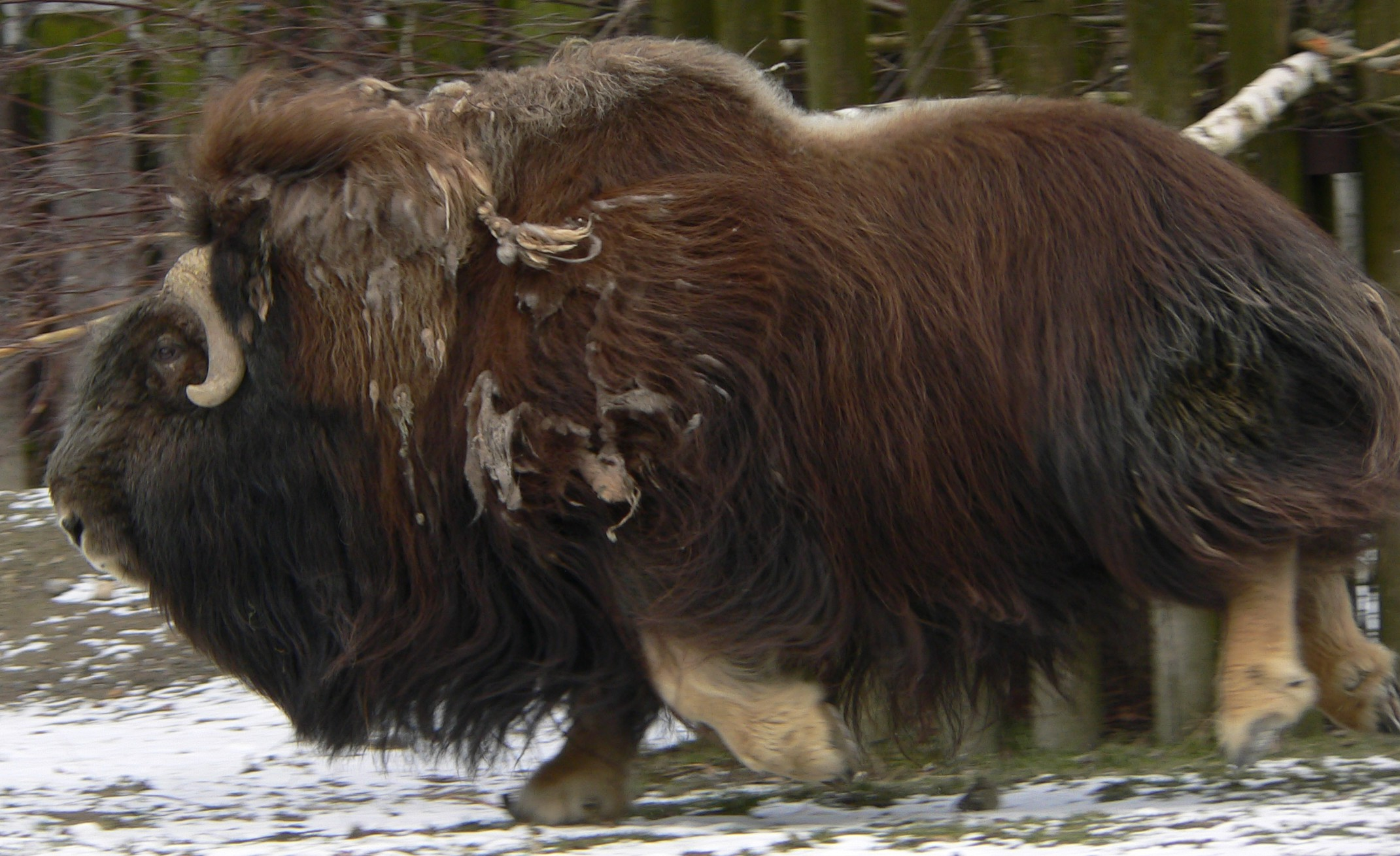
Muskusos

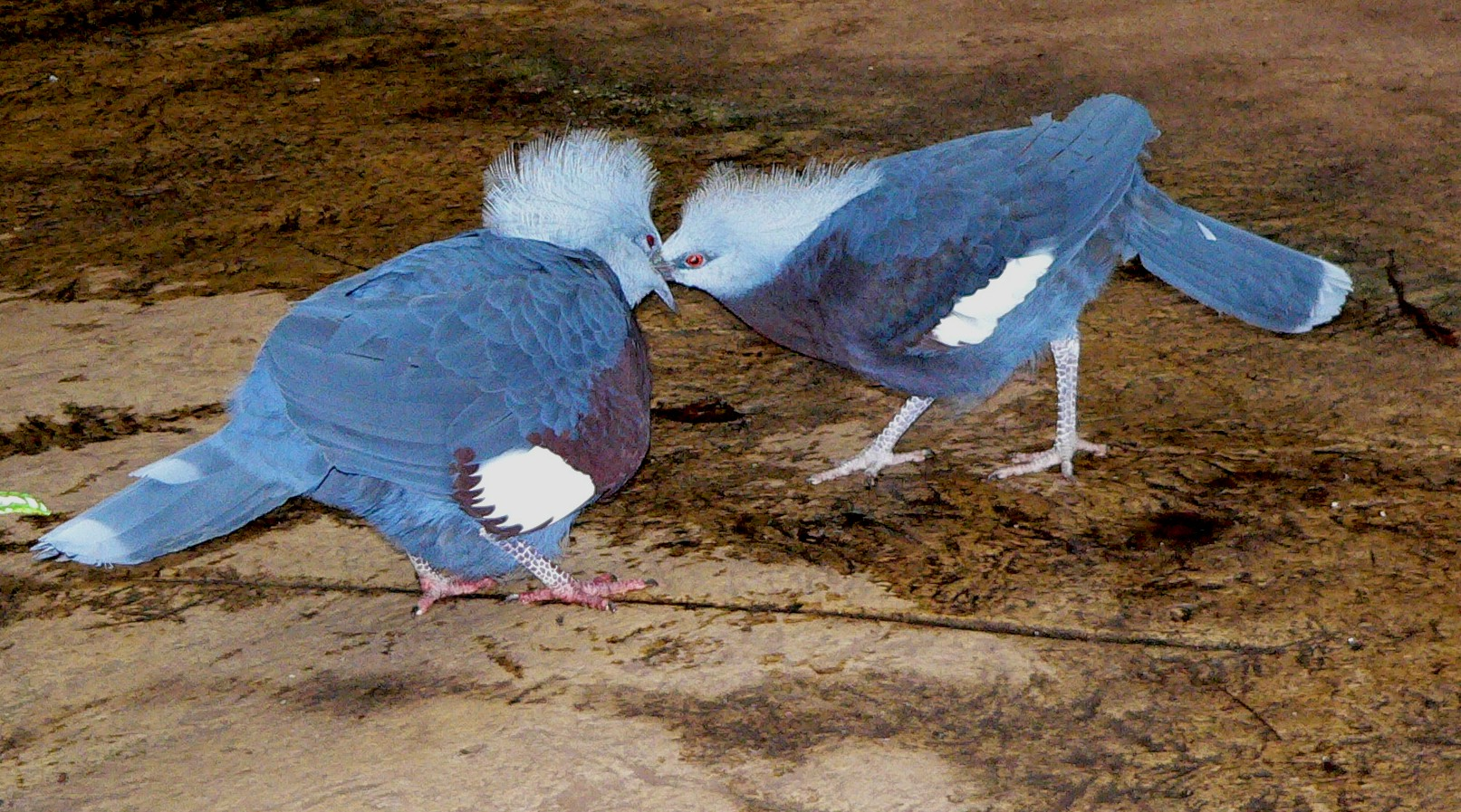
Kroonduiven in het Tropenhaus

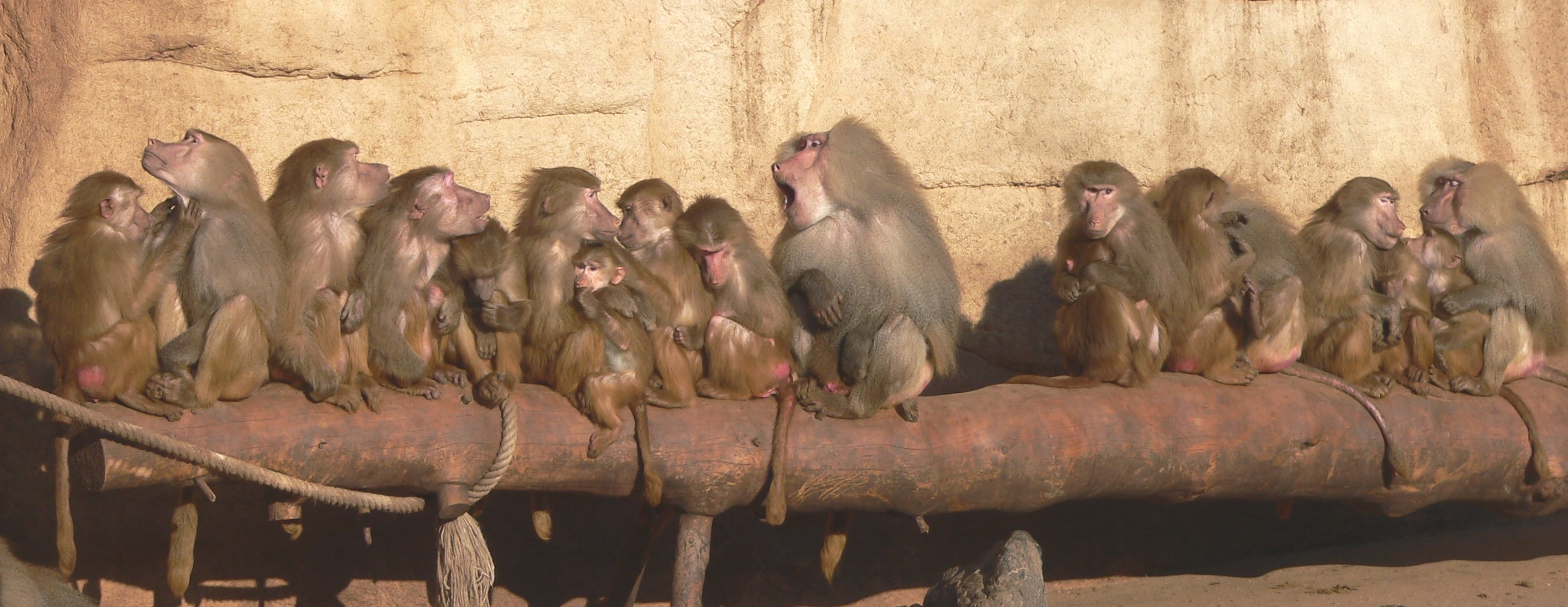
Mantelbavianen

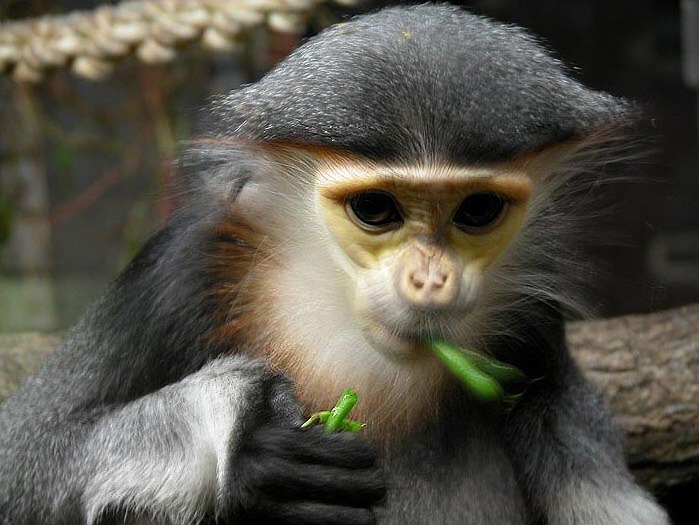
Doeklangoer

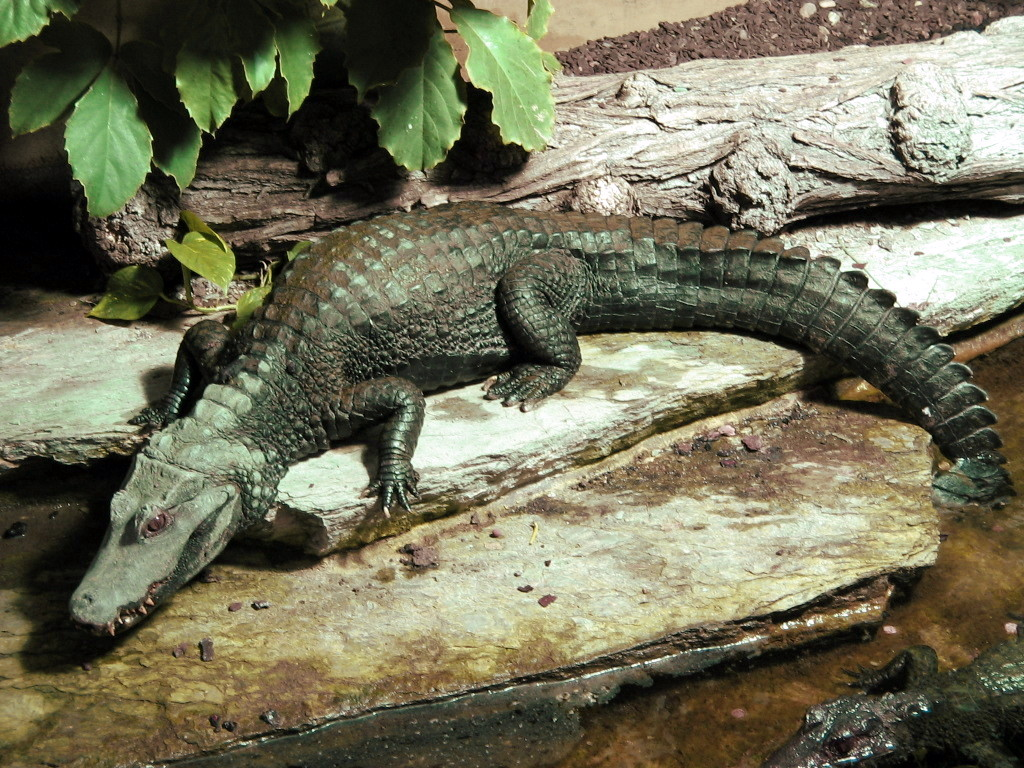
Cuviers gladvoorhoofdkaaiman

### Berenverblijven
Nabij de hoofdingang zijn de verblijven van de berensoorten. De dierentuin heeft twee soorten: de Maleise beer (Helarctos malayanus) en de brilbeer (Tremarctos ornatus). Tegenover de berenverblijven ligt een verblijf voor jachtluipaarden (Acinonyx jubatus).

### Hoefdieren
Centraal in de tuin liggen een drietal vijvers die onderling zijn verbonden. Rondom deze vijvers liggen de verblijven van verschillende hoefdiersoorten. Tot de hoefdierencollectie van de dierentuinen behoren onder andere het przewalskipaard (Equus przewalskii), de grévyzebra (Equus grevyi), de okapi (Okapia johnstoni), de netgiraffe (Giraffa camelopardalis reticulata), de onager (Equus hemionus onager) en de banteng (Bos javanicus).

### Katachtigen
De verblijven van katachtigen worden bezet door Aziatische leeuwen (Panthera leo persica), Siberische tijgers (Panthera tigris altaica), Perzische luipaarden (Panthera pardus saxicolor) en sneeuwpanters (Uncia uncia). In een nabijgelegen verblijf leeft de kleine panda (Ailurus fulgens).

### Regenwaldhaus
Het Regenwaldhaus werd in 2000 geopend en het richt zich op de flora en fauna van Zuidoost-Azië. Verschillende vogelsoorten, waaronder de fazantduif (Otidiphaps nobilis) en de Sclaters kroonduif (Goura sclaterii), vliegen vrij rond in het gebouw. In afgeschermde verblijven leven onder andere withandgibbons (Hylobates lar), dwergotters (Amblonyx cinereus), zwarte kaketoes (Probosciger aterrimus) en donkere tijgerpythons (Python bivittatus).
Op 15 maart 2022 brak er een brand uit in het Regenwaldhaus waarbij 132 dieren om het leven kwamen.

### Primaten
De primaten zijn voor een groot deel ondergebracht in en rondom vijf gebouwen: het Urwaldhaus, de Affenfelsen, het Arnulf-und-Elizabeth-Reichert-Haus, het Glashaus en het Madagaskarhaus. In het Urwaldhaus en omliggende buitenverblijven leven drie soorten mensapen: de Borneose orang-oetan (Pongo pygmaeus), de westelijke laaglandgorilla (Gorilla gorilla gorilla) en de bonobo (Pan paniscus). Ook de franjeapen (Colobus polykomos) en de baardapen (Macaca silenus) zijn in het Urwaldhaus ondergebracht. Op de Affenfelsen leeft een groep mantelbavianen (Papio hamadryas). 
Het Arnulf-und-Elizabeth-Reichert-Haus werd in 1899 als vogelhuis gebouwd in de stijl van een Russische kathedraal, en onderging in 2021 een uitgebreide renovatie waarbij het gebouw ook zijn huidige naam kreeg. In en rond het gebouw leven Zuid-Amerikaanse apensoorten zoals de rode brulaap (Alouatta seniculus) en diverse soorten klauwapen, alsook geoffroykatten (Leopardus geoffroyi), tweevingerige luiaards (Choloepus didactylus) en een aantal vogelsoorten. Meer Zuid-Amerikaanse primaten, waaronder de geelborstkapucijnaap (Cebus xanthosternos), zijn ondergebracht in het nabijgelegen Glashaus dat in 2008 gebouwd werd. In het Madagaskarhaus uit 1973 leven de makisoorten van de Kölner Zoo, waaronder de breedsnuithalfmaki (Prolemur simus), de blauwoogmaki (Eulemur flavifrons) en de Coquerels kroonsifaka (Propithecus coquereli).

### Dikhuidigen
De dikhuidigen waren oorspronkelijk allemaal ondergebracht in het Dickhäuterhaus, dat in 1863 gebouwd werd en daarmee het oudste nog bestaande gebouw van de tuin is. Tegenwoordig leven hier nog enkel nog penseelzwijnen (Potamochoerus porcus). De zwarte neushoorns (Diceros bicornis) kregen in 2023 een nieuw verblijf en de nijlpaarden (Hippopotamus amphibius) verhuisden in 2010 naar de Hippodom, een tropische kas waarin verder ook aardvarkens (Orycteropus afer), nijlkrokodillen (Crocodylus niloticus), sitatoenga's (Tragelaphus spekii) en diverse vogels leven. Een kudde Aziatische olifanten (Elephas maximus) is ondergebracht in het in 2004 geopende Elefantenpark.

### Aquarium
Naast de hoofdingang bevindt zich het Aquarium dat in 1971 werd gebouwd. Bijzondere aquaria zijn het Riffaquarium (vissen uit het koraalrif), het Tanganjikabecken (vissen uit het Tanganyikameer) en het Rheinpanorama (vissen uit de Rijn). Naast de daadwerkelijke aquaria omvat het Aquarium ook terraria met verschillende soorten, hagedissen, krokodillen, slangen en kikkers en een insectarium.

## Natuurbeschermingsprojecten

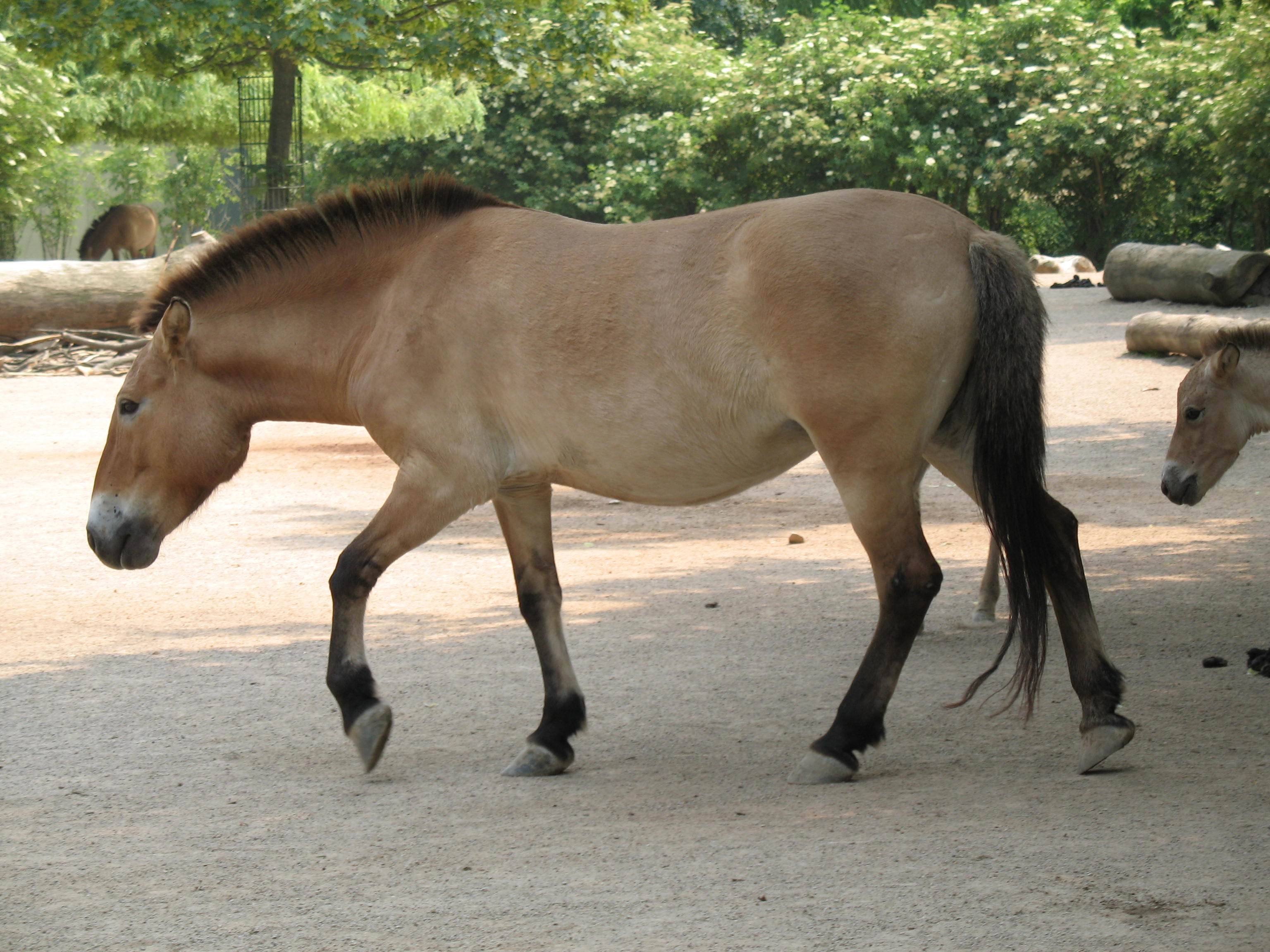
Przewalskipaard

De Kölner Zoo ondersteunt en begeleidt verscheidene natuurbeschermingsprojecten:
- Regenwoudproject in Vietnam: de Kölner Zoo ondersteunt sinds 1999 het beschermde natuurgebied Phong Nha-Ke Bang in Centraal-Vietnam en het werkt daarbij samen met de universiteit van Hanoi.
- Herintroductie van przewalskipaarden in Hortobágy-poesta in Hongarije en in het Chinese Xinjiang.
- Zeezoogdierenproject van de Ruhr-Universität Bochum.
- Beschermingsproject van brilberen in Peru.
- Beschermingsproject Luangwe River in Zambia.
- Beschermingsproject van baardapen in India in samenwerking met de universiteit van Mysore.
- Beschermingsproject van blauwoogmaki's in Madagaskar.

## Fokprogramma's
Het park neemt deel aan meerdere internationale fokprogramma's en coördineert en beheert de EEP-stamboeken voor de sitatoenga, de wanderoe, de Filipijnse krokodil en de balispreeuw en de ESB-stamboeken voor de lelkraanvogel en de vrouwenlori.